# 平明市社
平明市社是越南永隆省下辖的一個市社。

## 地理
平明市社北接平新县，东接三平县，南接茶温县，西南接芹苴市。

## 历史
2012年12月28日，平明县改制为平明市社；丐盆市镇和顺安社析置丐盆坊，丐盆市镇剩余区域改制为成福坊，东平社析置东顺坊。

## 行政区划
平明市社下辖3坊5社，市社人民委员会位于成福坊。
- 丐盆坊（Phường Cái Vồn）
- 东顺坊（Phường Đông Thuận）
- 成福坊（Phường Thành Phước）
- 东平社（Xã Đông Bình）
- 东城社（Xã Đông Thành）
- 东盛社（Xã Đông Thạnh）
- 美和社（Xã Mỹ Hòa）
- 顺安社（Xã Thuận An）